# Cono di ritiro
Il sistema del cono di ritiro è un metodo di calcolo per le materozze. È un metodo sperimentale che si basa sull'osservazione dell'entità del cono di ritiro del materiale in un getto sano. In prima approssimazione si può considerare un 14% per le materozze cilindriche o ovali, e del 20% per le materozze emisferiche o sferiche. Il sistema da gestire è il seguente:
{\displaystyle {\begin{cases}V_{m}=V_{p}\cdot {b \over {a-b}}\\M_{m}=1.2M_{p}\end{cases}}}
In cui si ha Vm e Mm rispettivamente volume e modulo termico della materozza e Vp e Mp volume e modulo termico del pezzo, o porzione di pezzo, in questione, b e a sono coefficienti che considerano rispettivamente la contrazione volumetrica del metallo colato e l'entità del cono di ritiro. Nella formula sono espressi come decimali.